# Daniele Concina

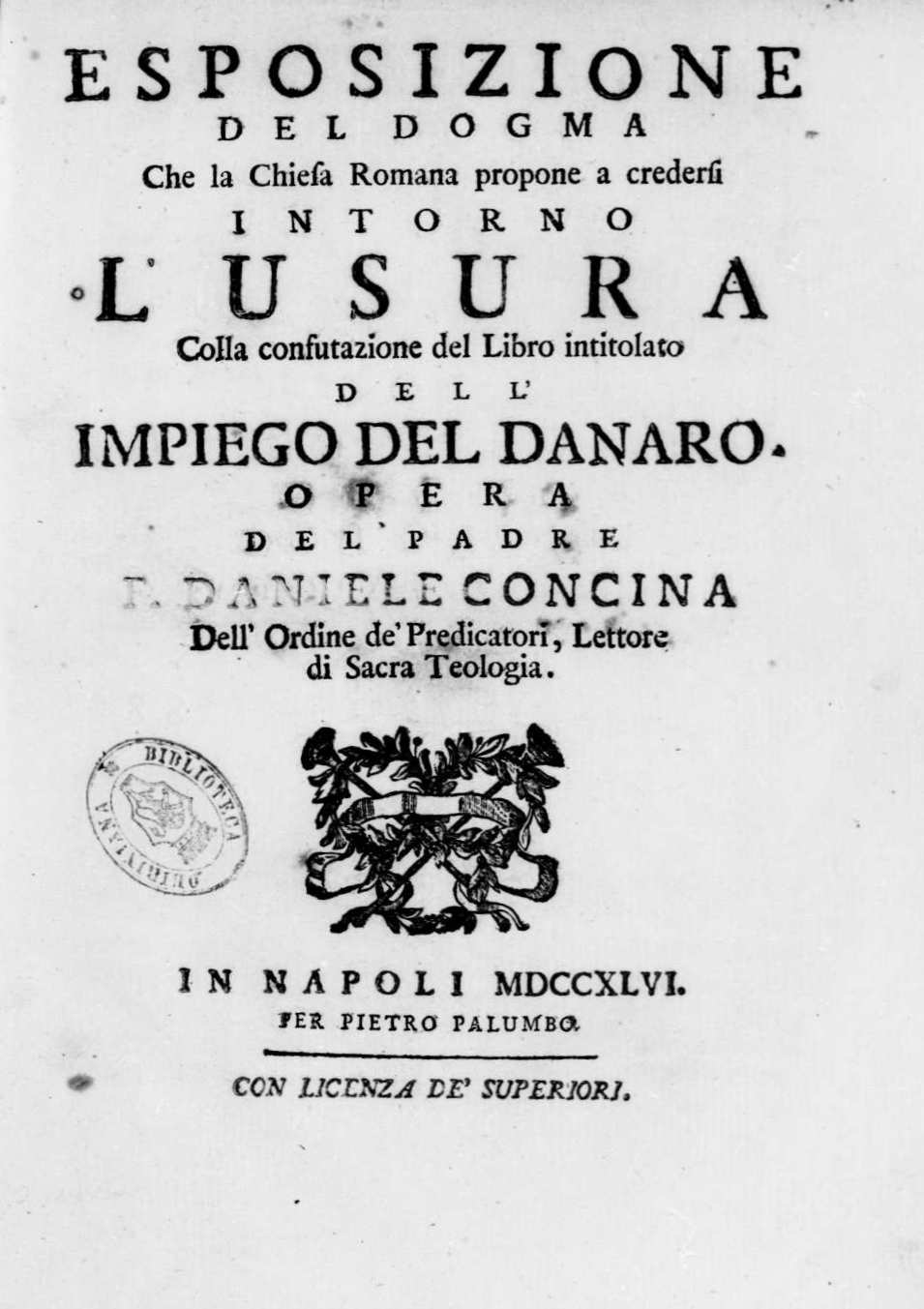
Esposizione del dogma che la Chiesa Romana propone a credersi intorno l'usura, 1746

Daniele Concina (Clauzetto, 2 ottobre 1687 – Venezia, 21 febbraio 1756) è stato un presbitero italiano.

## Biografia
Nato da un nobile famiglia friulana, era figlio di Pietro Concina di Clauzetto e di sua moglie Pasqua Ceconi. Daniele visse ed operò principalmente a Venezia e prese i voti divenendo frate domenicano.
È noto principalmente per il suo rigido ed inflessibile rigorismo e per le sue orazioni energiche e spesso violente. Benedetto XIV lo chiamò a far parte di una congregazione per discutere riguardo al problema dell'usura: Concina condannò violentemente qualsiasi prestito ad interesse, al contrario dei gesuiti, più aperti. Si scontrò anche con il marchese Scipione Maffei, che aveva pubblicato un volume sull'utilizzo del denaro nel quale si concedeva il prestito ad interesse, se moderato.
L'intento di Concina era quello di un ritorno alla Chiesa delle origini, ai modelli comportamentali dei Padri della Chiesa, onesti ed integri.

## Opere
- Esposizione del dogma che la Chiesa Romana propone a credersi intorno l'usura, Napoli, Pietro Palumbo, 1746.
- (LA) Usura contractus, Roma, Niccolò Pagliarini & Marco Pagliarini, 1746.